# الخورات (جبلة)

تعديل مصدري - تعديل

الخورات هي إحدى قرى عزلة الثوابي بمديرية جبلة التابعة لمحافظة إب، بلغ تعداد سكانها 330 نسمة حسب تعداد اليمن لعام 2004.